# Cereseto
Cereseto (piemontiul: Ciarzin) település Olaszországban, Piemont régióban, Alessandria megyében. Lakosainak száma 389 fő (2023. január 1.). Cereseto Moncalvo, Ozzano Monferrato, Pontestura, Ponzano Monferrato, Sala Monferrato, Serralunga di Crea, Treville és Ottiglio községekkel határos.

## Népesség
A település lakossága az elmúlt években az alábbi módon változott:
| Lakosok száma | 416  | 411  | 389  |
|               | 2017 | 2018 | 2023 |